# Trini Tinturé
Trinidad Tinturé Navarro, dite Trini Tinturé, née le 6 août 1935 à Lérida et morte à Barcelone le 18 janvier 2024, est une dessinatrice de bande dessinée et illustratrice espagnole qui a principalement travaillé pour des revues destinées aux jeunes filles.

## Biographie

### Carrière
Pour commencer sa carrière d'artiste, Trini Tinturé a déménagé de sa ville natale Lérida à Barcelone. Au début des années 1960, elle travaille pour des agences publicitaires, en contribuant aussi à des publications pour enfants et adolescents en parallèle. Quelque temps plus tard, elle rejoint la maison d'édition Bruguera où elle dessine pour Celia et Sissi.

## Prix et distinctions
- 2015 : Prix Haxtur de l'« auteur que nous aimons », pour l'ensemble de sa carrière